# Ampułkostrzykawka

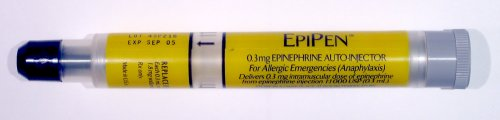
Autostrzykawka EpiPen z 0,3 mg adrenaliny

Ampułkostrzykawka, ampułka-strzykawka, strzykawkoampułka – połączenie ampułki z lekiem i strzykawki, gotowe do natychmiastowego wstrzyknięcia leku. Jej odmianą jest strzykawka automatyczna (autostrzykawka), czyli strzykawka z mechanizmem (zwykle sprężynowym) wypychającym zawartą w niej ciecz. Ampułkostrzykawki są (z definicji) jednorazowego użytku, natomiast strzykawki automatyczne mogą być jednorazowe lub wielorazowe. Szczególnym rodzajem autostrzykawki jest pen insulinowy.
Ampułkostrzykawki stosuje się, gdy zachodzi potrzeba dostarczenia leku w niewielkiej objętości i dokładnie odmierzonej dawce pacjentowi, aby sam mógł wykonać sobie zastrzyk.

## Zastosowanie

### Ampułkostrzykawki

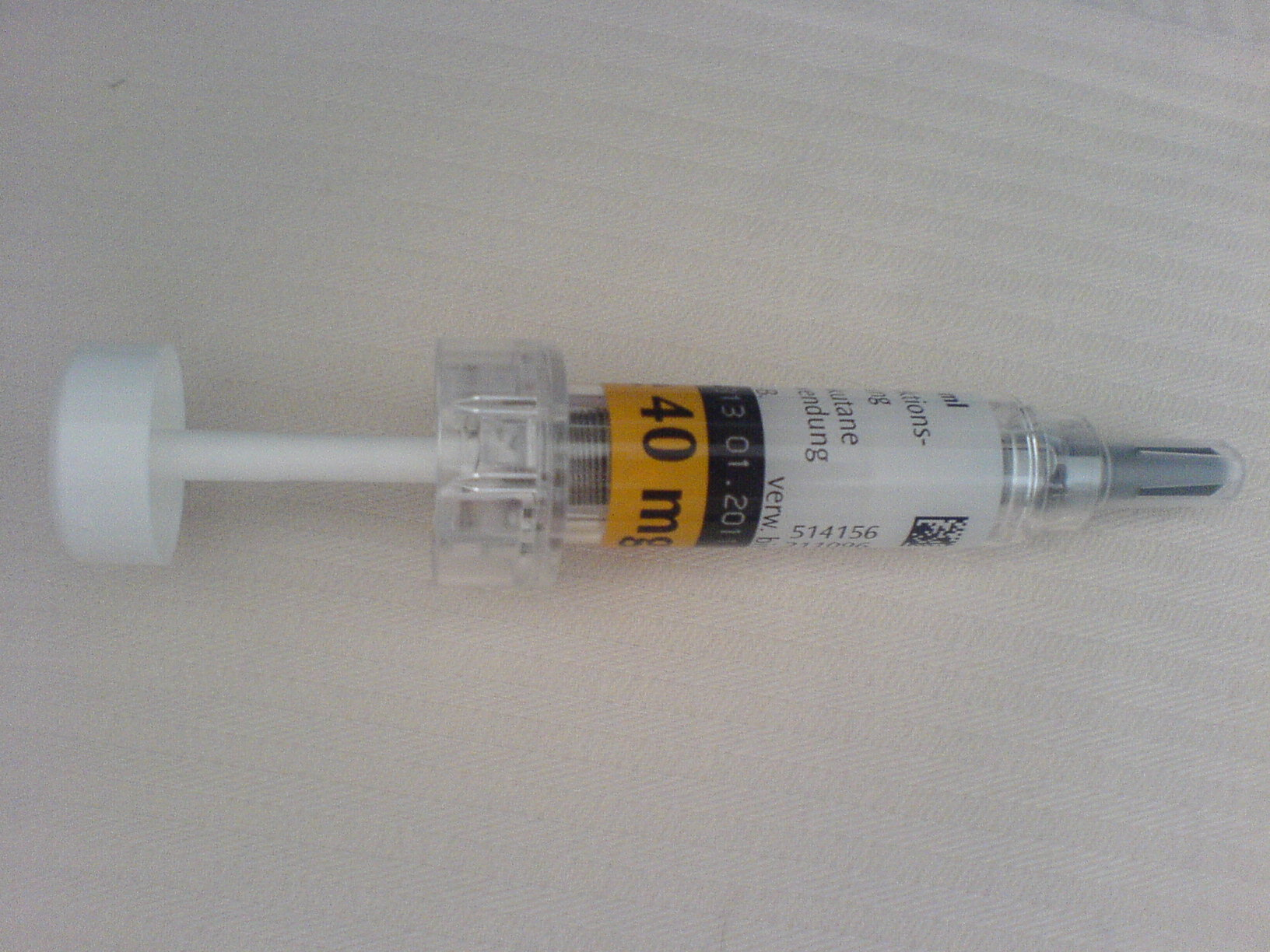
Enoksaparyna (Clexane, Sanofi-Aventis) w ampułkostrzykawce

W postaci ampułkostrzykawek są rozprowadzane leki (między innymi adrenalina, enoksaparyna, nadroparyna i syntetyczna erytropoetyna) oraz szczepionki (na przykład przeciw wirusowi HPV – o objętości 0,5 ml).

### Autostrzykawki
W postaci autostrzykawek podawana jest adrenalina osobom silnie uczulonym na jady owadów błonkoskrzydłych (os, pszczół, szerszeni). Istnieje wiele różnych marek autostrzykawek z adrenaliną, na przykład Anapen, EpiPen, FastJekt  i Twinject. Jedna dawka (0,3 ml) zawiera 300 µg lub 150 µg (Anapen Junior) epinefryny. Są stosowane, aby zapobiec wstrząsowi anafilaktycznemu lub go leczyć.

### W wojsku

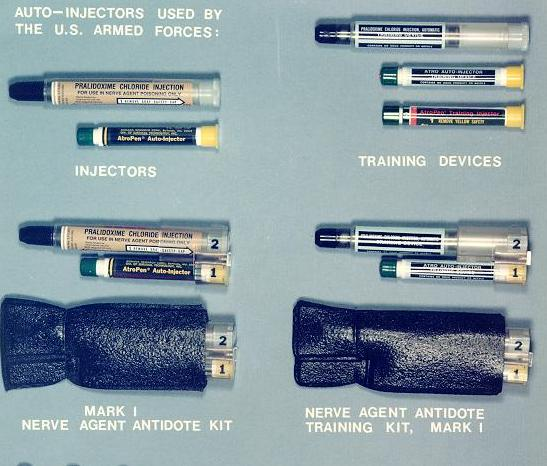
Różne autostrzykawki w zestawie Mark I NAAK używanym przez wojsko amerykańskie

W wojsku używa się autostrzykawek do wprowadzania do organizmu leków zapobiegających zatruciu bojowymi środkami trującymi, na przykład pralidoksymu i innych oksymów, atropiny, diazepamu, oraz leków przeciwbólowych (między innymi morfiny i petydyny).

## Historia

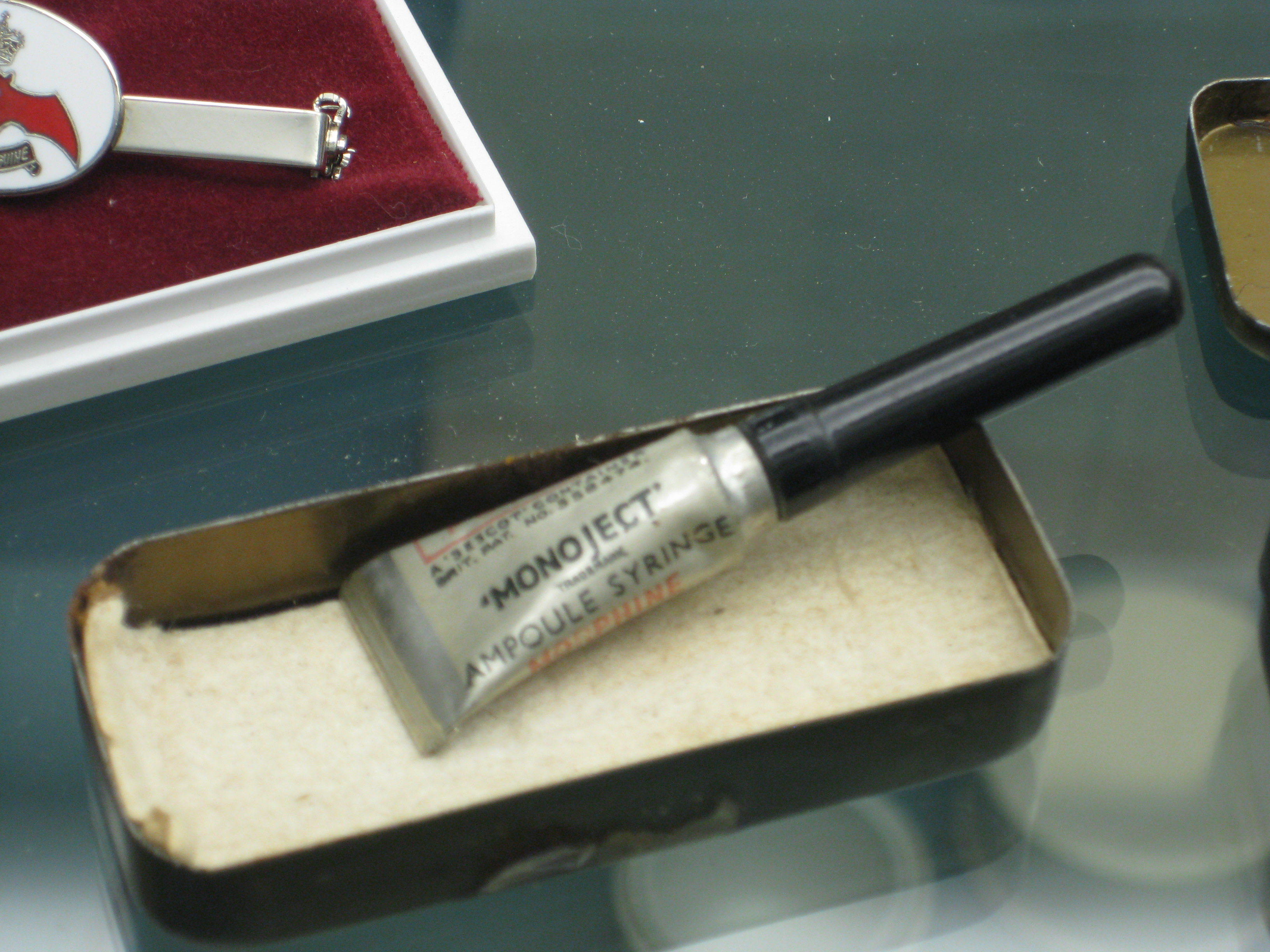
Ampułkostrzykawka z morfiną, z czasów II wojny światowej

Ampułkostrzykawki zaczęto stosować w czasie II wojny światowej do podawania, jeszcze na polu bitwy, leków przeciwbólowych (np. morfiny) rannym żołnierzom. Ampułkostrzykawki z tego okresu przypominają dzisiejsze opakowanie kleju cyjanoakrylowego: metalowa tubka, ale z wystającą igłą.